# Авелозу
Авелозу (порт. Aveloso)  — район (фрегезія) в Португалії, входить в округ Гуарда. Є складовою частиною муніципалітету  Меду. За старим адміністративним поділом входив в провінцію Бейра-Алта. Входить в економіко-статистичний субрегіон Бейра-Інтеріор-Норте, який входить в Центральний регіон. Населення становить 287 людей на 2001 рік. Займає площу 7,53 км². 
Покровителем району вважається Діва Марія (порт. Nossa Senhora das Dores). 
| Португалія | Це незавершена стаття з географії Португалії. Ви можете допомогти проєкту, виправивши або дописавши її. |